# Liparochrus dilatatifrons
Liparochrus dilatatifrons là một loài bọ cánh cứng trong họ Hybosoridae. Loài này được Blackburn miêu tả khoa học năm 1905.